# Lý Viện (Lư Giang vương)
Lý Viện (chữ Hán: 李瑗, 586 – 626), tự Đức Khuê, người huyện Địch Đạo, quận Lũng Tây , hoàng thân nhà Đường trong lịch sử Trung Quốc.

## Thân thế
Ông cụ là Thái úy, Trụ quốc đại tướng quân Lý Hổ nhà Tây Ngụy, được nhà Đường truy tôn Thái Tổ Cảnh hoàng đế.
Ông nội là Lý Úy – con trai thứ 7 của Lý Hổ, được làm đến Sóc, Yến, Hằng 3 châu thứ sử, Tương Vũ huyện công nhà Bắc Chu; được nhà Đường truy phong Thái Liệt vương.
Cha là Lý Triết, được làm đến Trụ quốc, Công bộ thượng thư, Thuận Dương quận công nhà Tùy; được nhà Đường truy phong Tế Nam quận vương.

## Cuộc đời
Buổi đầu Lý Uyên dấy binh, Viện được phong tước Hoàng Đài công. Năm Vũ Đức đầu tiên (618), Viện được làm Hình bộ thị lang, nhận lệnh vỗ về Sơn Nam. Cùng năm, Viện được đổi làm Tín Châu tổng quản, theo lệ phong vương, tức là Lư Giang quận vương;  dần được thăng đến Sơn Nam Đông đạo hành đài hữu bộc xạ. Năm Vũ Đức thứ 4 (621), Viện nhận lệnh tham gia bình định Tiêu Tiển; tuy quân Đường thành công, nhưng ông lại chẳng có công lao gì!  
Năm thứ 9 (626), Viện dần được thăng đến U Châu đại đô đốc; triều đình cho rằng ông hèn kém, không có tài biên tướng, bèn sai Hữu lĩnh quân tướng quân Vương Quân Khuếch giúp coi việc binh. Vương Quân Khuếch vốn là tướng lãnh của nghĩa quân Ngõa Cương, dũng lực hơn người; Viện cậy nhờ ông ta, hứa hẹn hôn nhân, gởi gắm tâm phúc. Bấy giờ Thái tử Lý Kiến Thành và Tần vương Lý Thế Dân tranh chấp, mà Viện ủng hộ Thái tử. Sau sự biến Huyền Vũ môn, tân Thái tử Lý Thế Dân sai Thông sự xá nhân Thôi Đôn Lễ triệu Viện vào chầu, khiến ông sợ hãi. Vương Quân Khuếch tính hiểm ác, muốn mượn dịp này hãm hại Viện để tự lập công, bèn khuyên ông đừng vào chầu, rồi ôm nhau mà khóc. Viện tin lời Quân Khuếch, bèn bắt giam Thôi Đôn Lễ, dấy binh làm phản; triệu Bắc Tề (hay Yên) Châu thứ sử Vương Sân, cùng nhau tính kế.
Binh tào tham quân Vương Lợi Thiệp khuyên Viện bỏ qua quan viên địa phương, vì không thể chắc chắn họ sẽ nghe lệnh của ông; thay vào đó, Lợi Thiệp đề nghị khôi phục quan chức cho thủ hạ cũ của Đậu Kiến Đức, khiến họ chiêu mộ binh sĩ, nắm giữ các châu; Viện nghe theo. Nhưng Viện đem mọi việc giao phó Vương Quân Khuếch, Vương Lợi Thiệp cho rằng Quân Khuếch có tính phản phúc, khuyên ông gởi gắm việc binh cho Vương Sân và trừ khử Quân Khuếch; Viện không thể quyết đoán. Vương Quân Khuếch dò biết, vội tìm Sân; bấy giờ Sân đang gội đầu, nâng tóc ra gặp, Quân Khuếch bèn bắt chém Sân, rồi kêu gọi bộ hạ cùng đi bắt Viện. Bọn họ trèo lên thành ở mặt tây mà Viện chẳng biết gì; Vương Quân Khuếch tự đem hơn ngàn người vào ngục thả Thôi Đôn Lễ ra, ông mới biết được. Viện tự soái vài trăm người mặc giáp, mới ra đến cửa thì gặp Vương Quân Khuếch; Quân Khuếch lại lên tiếng lung lạc, khiến bộ hạ của ông đều trở giáo tan chạy. Viện chỉ còn một mình, mắng rằng: "Tiểu nhân bán đứng ta, mày tự làm tự chịu đi!" Vương Quân Khuếch bắt được Viện, thắt cổ ông đến chết.
Viện hưởng thọ 41 tuổi. Đầu của Viện được gởi về kinh sư, triều đình phế ông làm thứ nhân, cắt tên của ông khỏi hộ tịch hoàng gia.

## Sự tích liên quan
Viện từng giết người chồng rồi bắt người vợ làm cơ thiếp của mình. Sau khi Viện chết, gia sản bị tịch biên, người cơ thiếp bị đưa vào cung. Vì Vương Khuê can ngăn, nên Đường Thái Tông trả cô ta về nhà mẹ đẻ.